# بابلو غونزاليس (لاعب كرة مضرب)
بابلو غونزاليس (بالإسبانية: Pablo González)‏ هو لاعب كرة مضرب كولومبي، ولد في 2 يوليو 1982 في بوغوتا في كولومبيا.

## وصلات خارجية
- بابلو غونزاليس على موقع رابطة محترفي التنس (الإنجليزية)
- بابلو غونزاليس على موقع الاتحاد الدولي لكرة المضرب (الإنجليزية)
- بابلو غونزاليس على موقع خلاصة التنس.كوم (الإنجليزية)